# Koldo Aguirre
Luis María Aguirre Vidauzarraga, meglio noto come Koldo Aguirre (Sondika, 27 aprile 1939 – Bilbao, 3 luglio 2019), è stato un allenatore di calcio e calciatore spagnolo, di ruolo centrocampista.

## Carriera

### Giocatore

#### Club
Cresciuto nella cantera dell'Athletic Bilbao, esordisce con la prima squadra il 19 gennaio 1958, debuttando in Primera División spagnola nella partita Real Saragozza-Athletic (2-1). Milita quindi per dodici stagioni con i rojiblancos, totalizzando 296 presenze (223 in campionato) e vincendo due coppe del Generalisimo.
Nel 1969 viene ceduto al Sabadell, dove termina la carriera al termine della stagione.

#### Nazionale
Debutta con la nazionale di calcio della Spagna il 19 aprile 1961, in Galles-Spagna (1-2), partita valida per le qualificazioni al Campionato mondiale di calcio 1962. In tutto totalizza sette presenze con le Furie rosse.

### Allenatore
Intraprende la carriera di allenatore, sedendosi sulla panchina dell'Athletic Bilbao. Guida i baschi per tre stagioni, ottenendo due terzi posti in campionato, una finale di Coppa del Re e una di Coppa UEFA.

## Palmarès

### Giocatore

#### Competizioni nazionali
- Coppa di Spagna: 2

Athletic Bilbao: 1957-1958, 1968-1969